# Mountain of Madness
«Mountain of Madness» (рус. Гора безумия) — двенадцатый эпизод восьмого сезона мультсериала «Симпсоны». Впервые вышел в эфир 2 февраля 1997 года.

## Сюжет
Мистеру Бёрнсу скучно на работе и он решает вызвать фальшивую пожарную тревогу. Но результаты его не впечатляют — из всех работников наружу выбрался один Гомер, а на шеренге Карл и Ленни подрались. Поэтому Мистер Бёрнс созвал всех работников на поездку в горы, ради укрепления командного духа. Гомер приезжает со всей семьей, хоть это было и необязательно. Там мистер Бёрнс дает работникам задание — добраться до домика в горах. Предпоследняя команда получит кубок «Худший работник», а последняя — уволена. Работники делятся на пары: Ленни идет с Карлом, Гомер — с Бёрнсом, а Смитерс — в одиночку. Гомер с Бёрнсом идут на обман и доезжают до хижины на снегоходе. Барт с Лизой встречают Смитерса и вместе с ним исследуют горы, тем временем Мардж ищет потерянных детей вместе с местным рейнджером.
К несчастью, когда Гомер попытался взять миску с соусом, не вставая с кресла, он вызвал лавину, которая завалила дом. Мистер Бёрнс попытался использовать телеграф, чтобы послать сигнал тревоги, но телеграф вел в музей, к экспонату Самуэля Морзе. Гомер попытался прорыть тоннель, но из-за радостных криков Бёрнса и Гомера ещё больше завалило снегом. Остальные работники добрались до другого дома (смотровой вышки) и начали греться. Последними приходят Барт, Лиза и Смитерс. Когда все работники узнают, что они пришли не туда, они отправились спасать Гомера и Бёрнса, которые постепенно начали сходить с ума и сражаться друг с другом. Они нечаянно продырявили бак с пропаном и как на реактивном топливе добрались до укрытия остальных работников.
Когда топливо израсходовано, кабина останавливается, и Бернс и Гомер выходят из них холодными и растрепанными. Бернс напоминает всем о конкурсе, поэтому рабочие врываются внутрь. Ленни уволен после того, так как он был последним. Узнав, что соревнование закончилось в рекордно короткие сроки, Бернс понимает, что его сотрудники осознали ценность командной работы, и объявляет, что в конце концов никого не уволят. Ленни готовится возразить Бернсу за то, что тот уволил его, но падает в снежную яму. Падение не дает ему потерять работу, оскорбив босса. Рабочие празднуют свою общую победу, в то время как Гомер и Бернс подозрительно смотрят друг на друга.